# Sternula superciliaris
Sternula superciliaris là một loài chim trong họ Laridae.